# Narodowy Instytut Kardiologii Stefana kardynała Wyszyńskiego
Narodowy Instytut Kardiologii Stefana kardynała Wyszyńskiego – Państwowy Instytut Badawczy – państwowy instytut badawczy utworzony w 1979 w Warszawie z inicjatywy prof. Mariana Śliwińskiego pod nazwą Instytut Kardiologii; pierwszym dyrektorem instytutu była prof. Maria Hoffman.
Instytut Kardiologii został utworzony 29 marca 1979 na podstawie zarządzenia Prezesa Rady Ministrów z 21 marca 1979. 
Do 1 stycznia 2020 nosił nazwę Instytut Kardiologii im. Prymasa Tysiąclecia Stefana Kardynała Wyszyńskiego. Współpracuje z czołowymi ośrodkami krajowymi i zagranicznymi w Europie i w USA. Działalność kliniczna obejmuje cały kraj. Instytut przyczynił się do rozwoju polskiej kardiologii i kardiochirurgii, szczególnie przez implementację nowoczesnych metod leczenia i rehabilitacji pacjentów. 
Instytut położony jest w prawobrzeżnej części Warszawy, w Wawrze, w Aninie.

## Główne kierunki działalności naukowej
- diagnostyka i leczenie choroby wieńcowej,
- interwencyjne leczenie ostrych zespołów wieńcowych,
- niewydolność serca,
- wady nabyte i wrodzone serca,
- diagnostyka i leczenie nadciśnienia tętniczego,
- poszukiwanie i weryfikacja nowych metod diagnostyki nieinwazyjnej chorób serca,
- badania elektrofizjologiczne i niefarmakologiczne leczenie zaburzeń rytmu serca,
- epidemiologia, promocja zdrowia, rehabilitacja i zdrowie publiczne,
- molekularne mechanizmy chorób układu krążenia,
- telemedycyna.

## Działalność
Coroczna działalność Narodowego Instytutu Kardiologii przedstawia się następująco:
- ponad 15 500 hospitalizowanych pacjentów
- ponad 9800 zabiegów i operacji
- ponad 74 000 porad ambulatoryjnych
- ponad 100 000 badań diagnostycznych

Istotną rolą Narodowego Instytutu Kardiologii jest prowadzenie działalności w zakresie promocji zdrowia. Instytut prowadzi działalność związaną z monitorowaniem chorobowości, umieralności szpitalnej i umieralności z powodu chorób układu krążenia ludności Polski. Współdziała w kształceniu podyplomowym lekarzy w zakresie kardiologii. Od wielu lat Narodowy Instytut Kardiologii zajmuje czołowe miejsca w rankingach szpitali.

## Pracownicy Instytutu
W latach 1991–2001 dyrektorem Instytutu był prof. Zygmunt Sadowski.